# Lamnidae
Famille
Les Lamnidés (Lamnidae) sont une des 35 familles de requins incluant le grand requin blanc.

## Caractéristiques
La caractéristique de certains lamnidés est de posséder des muscles rouges le long de l'arête centrale et donc d'avoir une température supérieure à celle de l'eau (le record étant détenu par le requin saumon qui affiche une température interne supérieure à 26 °C, soit 20 de plus que l'eau).
Étymologie : du grec lamna ou lamnaes = requin.

## Genres
- genre Carcharodon
  - Carcharodon carcharias (Linnaeus, 1758) -- Grand requin blanc
- genre Isurus
  - Isurus oxyrinchus Rafinesque, 1810 -- Requin mako
  - Isurus paucus Guitart Manday, 1966 -- Requin petite taupe/Requin mako à longues nageoires
- genre Lamna
  - Lamna ditropis Hubbs & Follett, 1947 -- Requin saumon
  - Lamna nasus Bonnaterre, 1788 -- Maraîche/Requin-taupe
- genre Carcharocles †
  - Carcharocles megalodon (Agassiz, 1843) † -- Mégalodon (espèce fossile)
- genre Carcharomodus †
  - Carcharomodus escheri Kriwet, Mewis & Hampe, 2015 † (espèce fossile)

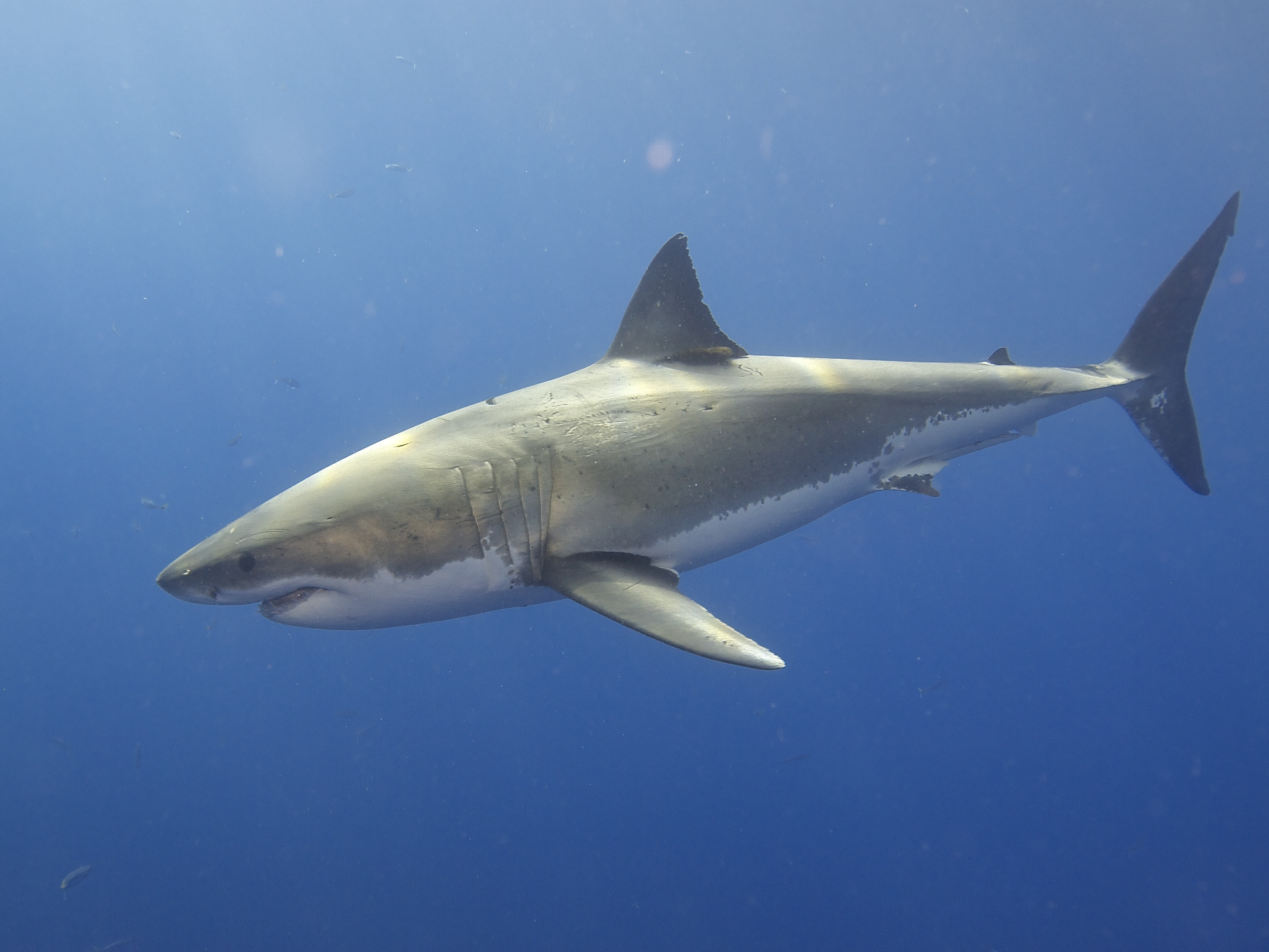
Carcharodon carcharias
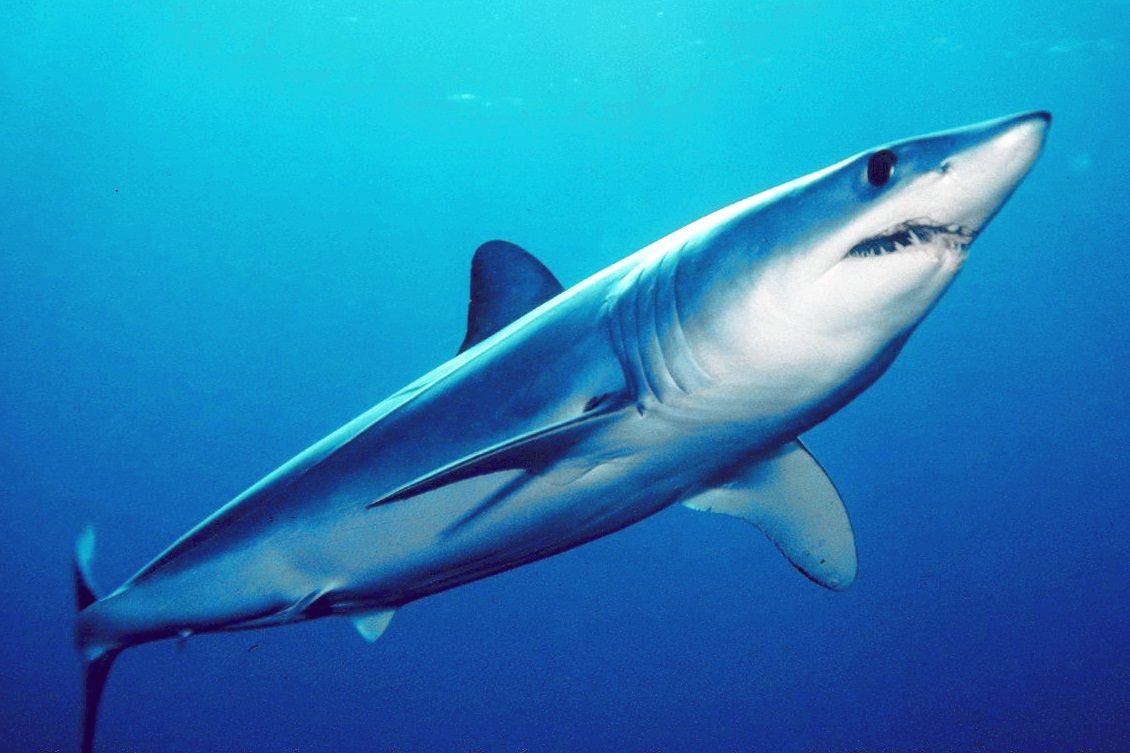
Isurus oxyrinchus
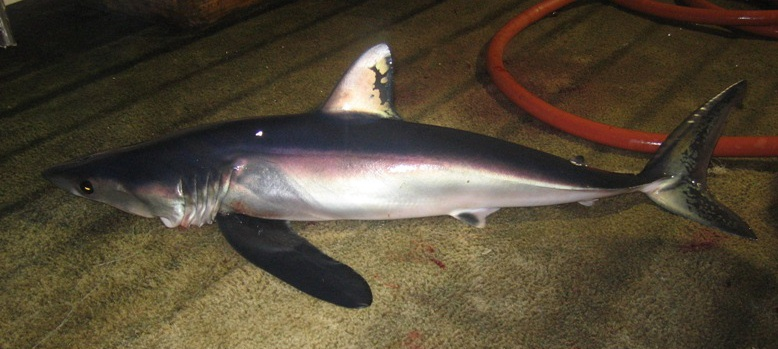
Isurus paucus
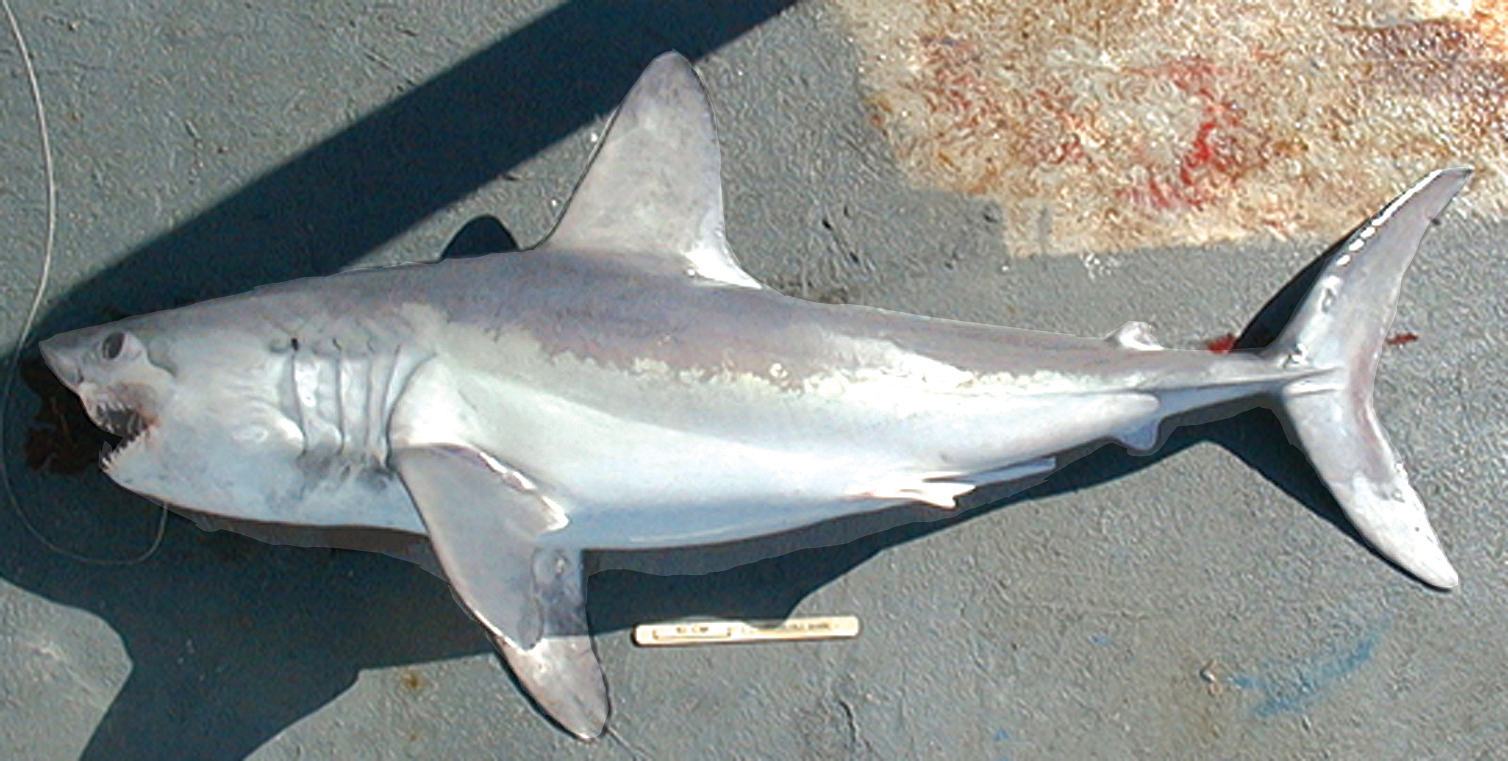
Lamna nasus
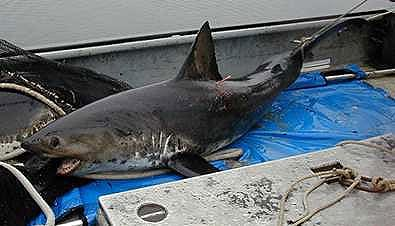
Lamna ditropis